# 6820 Buil
A 6820 Buil (ideiglenes jelöléssel 1985 XS) a Naprendszer kisbolygóövében található aszteroida. CERGA fedezte fel 1985. december 13-án.